# ضريح تشي جيفارا
ضريح تشي جيفارا (بالإسبانية: Mausoleo del Che Guevara)‏ هو نصب تذكاري في سانتا كلارا، كوبا، يقع في ساحة تشي جيفارا. يضم الضريح رفات الثائر إرنستو تشي جيفارا وتسعة وعشرين من زملائه الثوريين الذين قتلوا في عام 1967 أثناء محاولة جيفارا القيام بانتفاضة مسلحة في بوليفيا. يشار إلى المنطقة الكاملة، التي تحتوي على تمثال برونزي بطول 22 قدمًا لجيفارا، باسم المجمع النحتي لإرنستو جيفارا.

## التاريخ

### لمحة تاريخية
دُفن جيفارا بمرتبة الشرف العسكرية الكاملة في 17 أكتوبر 1997 بعد اكتشاف رفاته في بوليفيا، واستخراجها وإعادتها إلى كوبا. في المكان نفسه، يوجد متحف مخصص لحياة جيفارا وشعلة أبدية أشعلها فيدل كاسترو لتخليد ذكراه.
تم اختيار سانتا كلارا كموقع لإحياء ذكرى قوات جيفارا التي استولت على المدينة في 31 ديسمبر 1958، خلال معركة سانتا كلارا. كانت نتيجة هذه المعركة الفاصلة في الثورة الكوبية هي فرار الديكتاتور الكوبي فولغينسيو باتيستا إلى المنفى.
في مكان قريب في جزء آخر من المدينة، بقي قطار الإمداد العسكري التابع لفولغينسيو باتيستا الذي قام جيفارا بإخراجه عن مساره أثناء المعركة، في موقعه الأصلي.

### إعادة الرفات
في أكتوبر 1997، وصل رفات جيفارا، وأولئك الستة الذين قتلوا معه في بوليفيا، في موكب من هافانا في صناديق خشبية صغيرة على متن مقطورات تجرها سيارات جيب خضراء. بالتزامن مع إخراج الرُفات أمام حشد من مئات الآلاف من الناس، قامت جوقة من أطفال المدارس بغناء أغنية «أستا سييمبري» الرثائية لجيفارا. ثم خطب فيدل كاسترو بالآتي:
«هل اعتقدوا أنه بقتله، سيتوقف عن الوجود كمقاتل؟ اليوم هو في كل مكان، أينما كان هناك قضية عادلة تحتاج للدفاع. إن بصمته التي لا يمكن إزالتها هي الآن جزء من التاريخ وأصبحت رمزًا لجميع الفقراء في هذا العالم.»
وأعقب خطابه إطلاق 21 طلقة مدفعية متزامنة في كل من سانتا كلارا وهافانا، بينما انطلقت صفارات الإنذار على طول الجزيرة.
بالإضافة إلى رفات تشي غيفارا، تم دفن رُفات ستة مقاتلين آخرين قُتلوا في الثورة البوليفية 1966-1967 في الضريح بتاريخ 17 أكتوبر 1997:
- كارلوس كويللو (توما) - كوبي، قُتل في معركة في ريو بيراي في 26 يونيو 1967.
- ألبرتو فرنانديز مونتيس دي أوكا (باتشو) - كوبي، قُتل في معركة في كويبرادا ديل يورو في 8 أكتوبر 1967.
- أورلاندو بانتوخا تامايو (أولو) - كوبي، قُتل في معركة في كويبرادا ديل يورو في 8 أكتوبر 1967.
- رينيه مارتينيز تامايو (أرتورو) - كوبي، قُتل في معركة في كويبرادا ديل يورو في 8 أكتوبر 1967.
- خوان بابلو نافارو - ليفانو تشانغ (إل تشينو) - بيرو، تم القبض عليه وإعدامه في لا هيغيرا في 9 أكتوبر 1967.
- سيميون كوبا سارابيا (ويلي) - بوليفي، ألقي القبض عليه وأعدم في لا هيغويرا في 9 أكتوبر 1967.

## النصب التذكاري

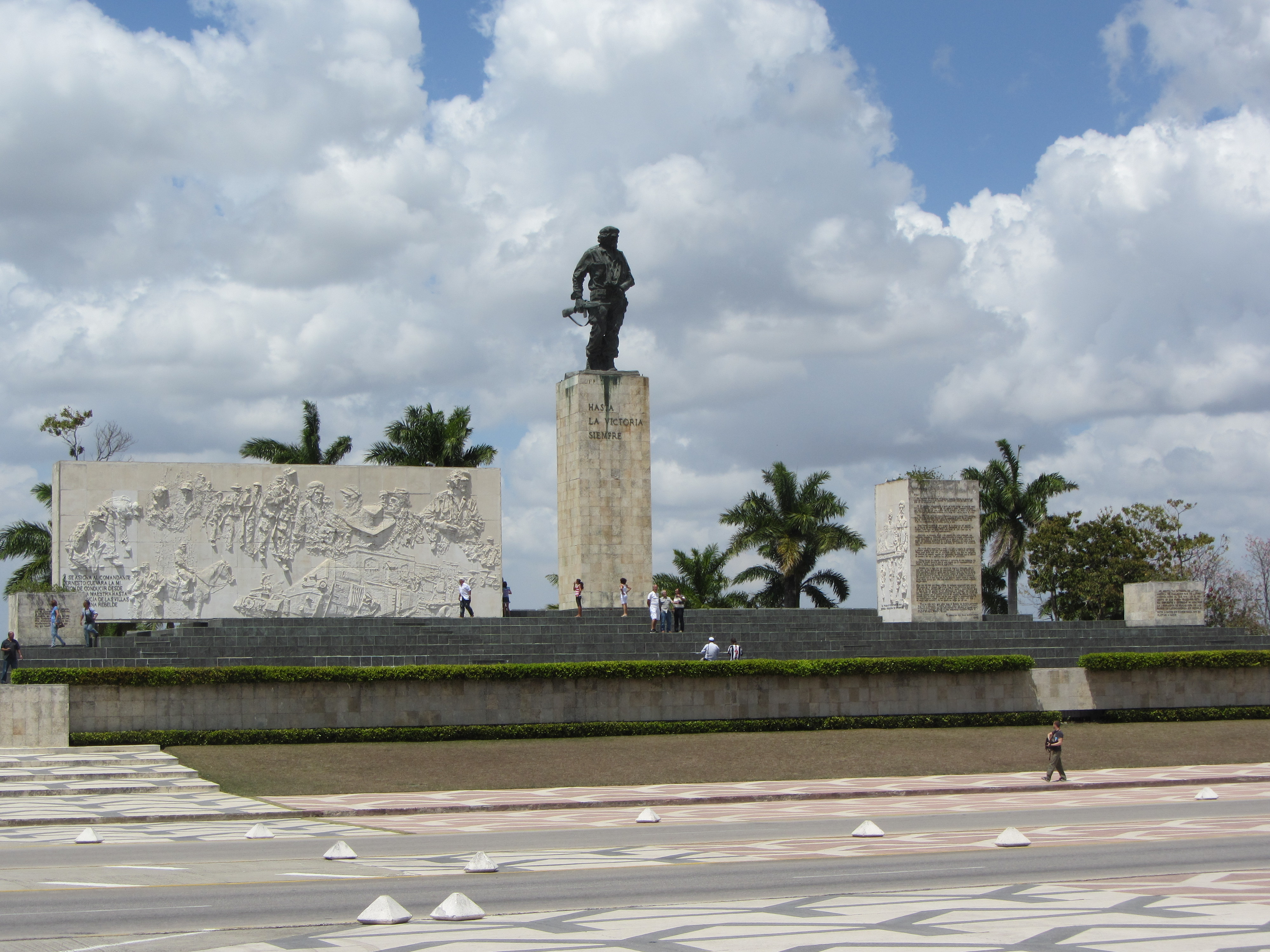
صورة للنصب التذكاري

بدأ العمل في المجمع في عام 1982، وافتتح عند اكتماله في 28 ديسمبر 1988 بحضور راؤول كاسترو. تم تصميم المشروع من قبل المهندسين المعماريين خورخي كاو كامبوس، وبلانكا هيرنانديز وخوسيه رامون ليناريس. جنبا إلى جنب مع النحاتين خوسيه دي لازارو بينكومو وخوسيه ديلارا (الناحت الرئيسي). بالإضافة إلى ذلك، ساهم 500000 من سكان سانتا كلارا بأكثر من 400000 ساعة من العمل التطوعي في بناء المجمع النحتي، بحيث عملوا في انسجام مع الحرفيين المهرة.
يتم تمثيل العديد من الجوانب المختلفة لحياة جيفارا في جميع أنحاء المجمع. على سبيل المثال، تم نحت حضوره في غواتيمالا وفي الأمم المتحدة، بينما تم نقش رسالة وداعه إلى فيدل بالكامل. وهناك جدار مزخرف يصور وجوده في جبال سييرا مايسترا مع فيدل، على ظهور الخيل. يظهر قسم آخر جيفارا كوزير للصناعة يؤدي عمله التطوعي المعتاد. وأخيرًا، تم تصوير معلمي محو الأمية والأطفال في المدارس والرواد الشباب وهم يصدرون التحية اليومية التي يقرأها الأطفال الكوبيون كل صباح «سنكون مثل تشي».
يقع المجمع الإنشائي على قمة تل مطلة على مدينة سانتا كلارا، ويحتوي على ساحة كبيرة من البلاط. يوجد في نهاية الساحة لوحتان كبيرتان مع اقتباسات لفيدل كاسترو: «تشي - النجمة هي التي جائت بك إلى هنا وجعلتك تخدم هذا الشعب»، و «نريد أن يكون الجميع مثل تشي». أيضا هناك منحوتة في الحجر تحت التمثال لأحد الأقوال الشهيرة لجيفارا: «أحد الأشياء التي تعلمتها في غواتيمالا عن طريق أربينز هو أنه إذا كنت سأصبح طبيبا ثوريا، أو مجرد ثوري، فلا بد أن تكون هناك ثورة.»

### رمزية
يحتوي النصب التذكاري على العديد من المعاني الرمزية. على سبيل المثال، تم توجيه النصب التذكاري 190 درجة مشيراً بشكل مباشر نحو أمريكا الجنوبية، مما يعكس شخصية جيفارا وتركيزه ونظرته لأمريكا اللاتينية الموحدة. بالإضافة إلى ذلك، فإن تمثال تشي يصوره حاملاً سلاحه بدلاً من التصويب، مما يرمز إلى أنه «مستمر إلى الأمام».

## أعداد الزوار
أكثر من 3 ملايين شخص من أكثر من 100 دولة زاروا النصب التذكاري بين أكتوبر 1997 وحتى أكتوبر 2009.
في عام 2008، زار الضريح أكثر من 247700 كوبي وأجنبي.